# 抓住稻草的野兽
是一部2020年上映的韩国惊悚犯罪电影，改编自日本小说家曽根圭介创作的同名小说，由曾参与电影《伟大的族谱》制作的导演金容勋执导，全道嬿、鄭雨盛、裴晟佑、尹汝貞、鄭滿植、陈庆、申鉉彬、鄭家藍主演，于2020年2月19日在韩国上映。

## 剧情概要
影片讲述为了占有人生最后一次机会的钱袋子，一群普通人计划最恶劣一次犯罪的故事。

## 演员阵容

### 主要人物
- 全道嬿 饰演 妍熙
- 鄭雨盛 饰演 泰荣
- 裴晟佑 饰演 重万
- 尹汝貞 饰演 顺子
- 鄭滿植 饰演 朴社长
- 陈庆 饰演 英善
- 申鉉彬 饰演 美兰
- 鄭家藍 饰演 镇泰

### 其他人物
- 朴智焕 饰演 鲫鱼
- 金准韩 饰演 载勋
- 许栋元 饰演 支配人
- 权赫范 饰演 允浩
- 李伊潭 饰演 重万的女儿
- 成道贤 饰演 行凶男子
- 赵在莞 饰演 桑拿警察
- 沈昭英 饰演 花店老板

### 特别出演
- 尹帝文 饰演 明久

## 奖项荣誉
| 年份   | 颁奖礼                       | 奖项               | 入围者             | 结果 | 备注   |
| ------ | ---------------------------- | ------------------ | ------------------ | ---- | ------ |
| 2020年 | 第49届鹿特丹国际电影节       | 评审团特别奖       | 《抓住稻草的野兽》 | 獲獎 | [ 7 ]  |
| 2020年 | 第22届远东电影节             | 白桑树最佳处女作奖 | 《抓住稻草的野兽》 | 獲獎 | [ 8 ]  |
| 2020年 | 第40届韩国电影评论家协会奖   | 十佳电影           | 《抓住稻草的野兽》 | 獲獎 | [ 9 ]  |
| 2020年 | 第10届澳大利亞影視藝術學院獎 | 最佳亚洲电影       | 《抓住稻草的野兽》 | 提名 | [ 10 ] |
| 2020年 | 第29屆釜日電影獎             | 最佳男主角         | 鄭雨盛             | 提名 | [ 11 ] |
| 2020年 | 第29屆釜日電影獎             | 最佳女主角         | 全道嬿             | 提名 | [ 11 ] |
| 2020年 | 第7届韓國電影製作人協會獎    | 最佳剪辑           | 韩美妍             | 獲獎 | [ 12 ] |
| 2020年 | Cine21电影奖                 | 最佳制作人         | 张原硕             | 獲獎 | [ 13 ] |
| 2021年 | 第41屆青龍電影獎             | 最佳女主角         | 全道嬿             | 提名 | [ 14 ] |
| 2021年 | 第41屆青龍電影獎             | 最佳新人女演员     | 申鉉彬             | 提名 | [ 14 ] |
| 2021年 | 第41屆青龍電影獎             | 最佳剪辑           | 韩美妍             | 獲獎 | [ 14 ] |
| 2021年 | 第26届春史國際電影節         | 最佳女主角         | 全道嬿             | 獲獎 |        |
| 2021年 | 第26届春史國際電影節         | 技术奖             | 韩美妍（剪辑）     | 提名 |        |